# Debra Johnson
Debra Johnson (* 1965 oder 1966) ist Rechtsanwältin und war 1997 sowie 1999 bis 2002 Bürgermeisterin von South Brunswick im Bundesstaat New Jersey.

## Leben
Johnson studierte an der University of Pennsylvania (Bachelor-Grad in Ökonomie) und erhielt danach einen Abschluss in Rechtswissenschaften an der University of California, Los Angeles. Die Afroamerikanerin war von 1995 bis 1998 im Gemeinderat von South Brunswick und bekleidete als dessen Vorsitzende 1997 das Bürgermeisteramt. Nachdem die Gemeinde ihre Verwaltungsform geändert hatte, wurde Johnson in direkter Wahl von den Wahlberechtigten für vier Jahre zur Bürgermeisterin von South Brunswick gewählt. 2002 verzichtete sie auf familiären Gründen auf eine mögliche Wiederwahl, Bürgermeister wurde ihr Stellvertreter Frank Gambatese.
2006 wurde Debra Johnson bei den Vorwahlen der Demokraten nicht als Kandidatin für das Bürgermeisteramt nominiert, 2010 unterlag sie als Unabhängige dem Amtsinhaber Gambatese.